# Radim Nečas
Radim Nečas (26 agosto 1969) è un allenatore di calcio ed ex calciatore ceco.

## Biografia
Suo figlio, anch'egli di nome Radim, è un calciatore professionista.

## Palmarès

### Giocatore

#### Competizioni nazionali
- Coppa di Cecoslovacchia: 1

Banik Ostrava: 1990-1991
- Coppa di Repubblica Ceca: 1

Jablonec: 1997-1998

#### Competizioni internazionali
- Coppa Piano Karl Rappan: 3

Banik Ostrava: 1987, 1992
Slavia Praga: 1993
- Coppa Mitropa: 1

Banik Ostrava: 1988-1989
- Supercoppa Mitropa: 1

Banik Ostrava: 1989

#### Individuale
- Capocannoniere della Supercoppa Mitropa: 1

1989 (1 gol) a pari merito con Petr Škarabela, Karel Kula, Francis Severeyns, Davide Lucarelli, Giuseppe Incocciati, Radek Basta